# 朝鮮総督府逓信局
朝鮮総督府逓信局（ちょうせんそうとくふていしんきょく）は、朝鮮総督府に置かれた外局（朝鮮総督府所属官署）。
朝鮮における郵便・郵便為替・郵便貯金・簡易保険・船員保険・電信・電話・航路標識・海員養成・発電水力・航空に関する事務を管理し、航路・船舶・海員・電気事業・ガス事業の監督を掌った。

## 沿革
1905年（明治38年）12月21日、統監府通信官署官制（勅令第268号）が公布され、統監府のもとに通信管理局が設置された。
1910年（明治43年）10月1日、韓国併合にともない朝鮮総督府が設置されると、所属官署として通信局が置かれた。1912年（明治45年）4月1日、朝鮮総督府逓信官署官制（勅令第30号）施行にともない、通信局は逓信局に改称した。
1943年（昭和18年）12月1日、朝鮮総督府の官制機構改正に伴い、庶務・監理・保険管理・保険運用の各課を廃止の上で総務・通信・貯金保険の3課に再編し、保険契約・保険支払・保険徴収3課の業務は新設される保険管理所に移管された。
さらに経理課を廃止の上で会計課を新設し、海事・航空の2課は交通局に移管された。

## 機構

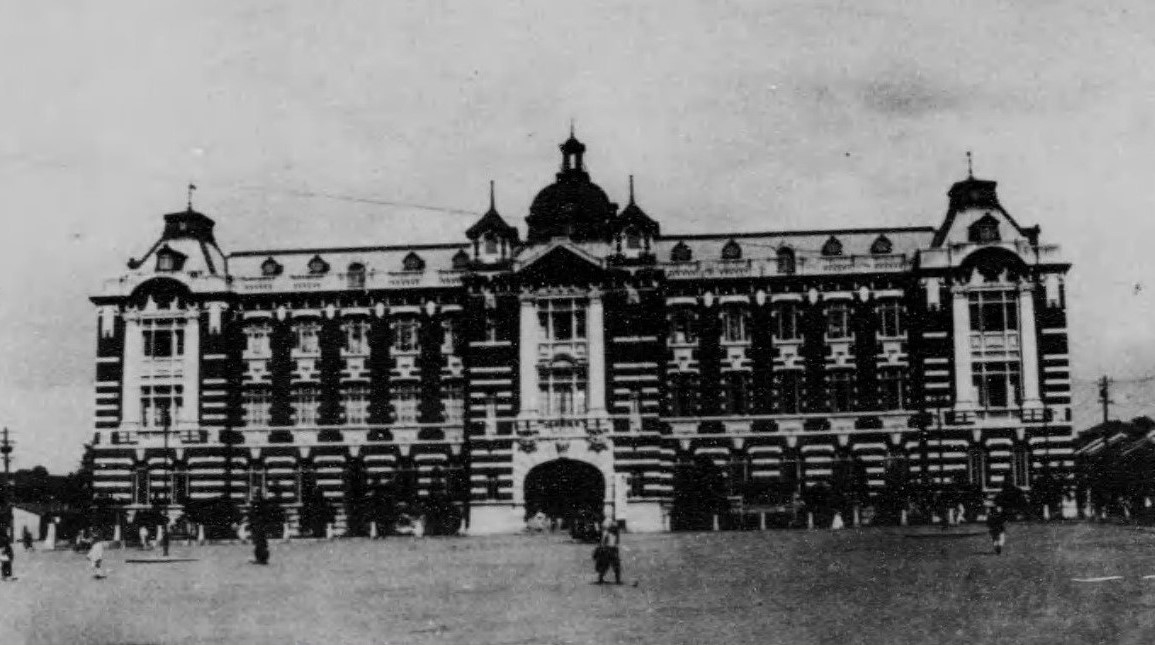
レンガ造りの京城郵便局。1920年頃。現在、跡地にソウル中央郵便局が建つ

1941年（昭和16年）9月1日現在。
- 逓信局
  - 庶務課
  - 監理課
  - 保険監理課
  - 保険運用課
  - 保険契約課
  - 保険支払課
  - 保険徴収課
  - 経理課
  - 工務課
  - 電気課
  - 海事課
  - 航空課
  - 逓信吏員養成所
  - 高等海員養成所
  - 電気技術員養成所

- （地方）
  - 地方逓信局
  - 海事署
  - 貯金管理所
  - 郵便局
  - 電信局
  - 電話局
  - 飛行場

## 歴代局長
| 氏名                     | 在任期間                                               | 備考                   |
| （統監府）通信管理局長   | （統監府）通信管理局長                                 | （統監府）通信管理局長 |
| ------------------------ | ------------------------------------------------------ | ---------------------- |
| 池田十三郎               | 1906年（明治39年）1月10日 - 1910年（明治43年）10月1日  |                        |
| （朝鮮総督府）通信局長官 |                                                        |                        |
| 池田十三郎               | 1910年（明治43年）10月1日 - 1912年（明治45年）4月1日   |                        |
| （朝鮮総督府）逓信局長官 |                                                        |                        |
| 池田十三郎               | 1912年（明治45年）4月1日 - 1917年（大正6年）6月6日     |                        |
| 持地六三郎               | 1917年（大正6年）6月6日 - 1919年（大正8年）8月20日     |                        |
| （朝鮮総督府）逓信局長   |                                                        |                        |
| 持地六三郎               | 1919年（大正8年）8月20日 - 1920年（大正9年）6月1日     |                        |
| 竹内友治郎               | 1920年（大正9年）6月1日 - 1922年（大正11年）11月27日   |                        |
| 蒲原久四郎               | 1922年（大正11年）11月27日 - 1928年（昭和3年）1月31日  |                        |
| 山本犀蔵                 | 1928年（昭和3年）1月31日 - 1933年（昭和8年）12月5日    |                        |
| 井上清                   | 1933年（昭和8年）12月5日 - 1936年（昭和11年）7月11日   |                        |
| 山田忠次                 | 1936年（昭和11年）7月11日 - 1941年（昭和16年）5月31日  |                        |
| 新貝肇                   | 1941年（昭和16年）5月31日 - 1942年（昭和17年）10月23日 |                        |
| 石田千太郎               | 1942年（昭和17年）10月23日 - 1943年（昭和18年）7月17日 |                        |
| 白石光治郎               | 1943年（昭和18年）7月17日 - 1944年（昭和19年）8月17日  |                        |
| 伊藤泰吉                 | 1944年（昭和19年）8月17日 - 1944年（昭和19年）11月8日  |                        |
| 加藤雄一                 | 1944年（昭和19年）11月8日 -                            | 日本統治下最後の局長   |